# Hérisson dans la culture

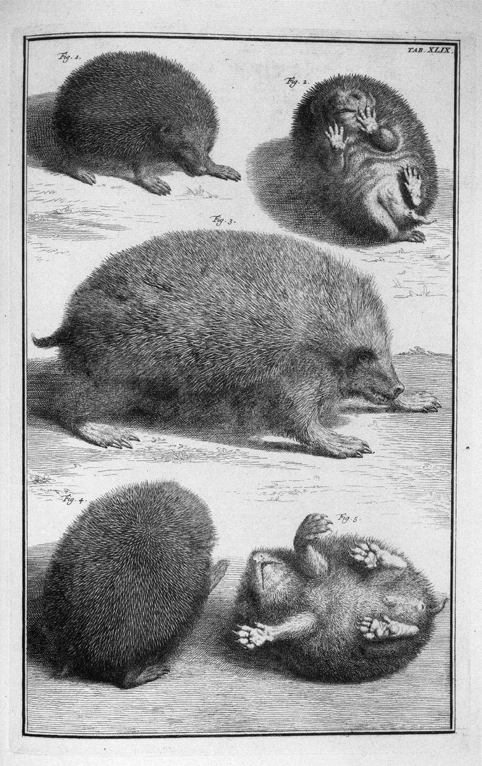
Planche sur le hérisson tirée du Thesaurus de Albertus Seba

Toutes espèces de hérissons confondues, ce petit mammifère bardé de piquants est très présent dans la culture, en particulier en Europe où le hérisson commun et le hérisson oriental sont majoritaires. Animal peu farouche, il est bien connu car il n'hésite pas à s'introduire dans les jardins ou les communs, jusque dans les villes. Il n'est pas rare non plus de le surprendre la nuit, traversant les routes où il paie un lourd tribut à sa témérité, jusqu'à mettre en danger certaines populations de hérissons. Attendrissant quand il est apprivoisé mais redoutable quand il hérisse ses piquants et se met en boule, parfois convoité pour sa chair, le hérisson est ainsi à l'origine de multiples croyances, rituels ou influences artistiques.

## Symbolique du hérisson

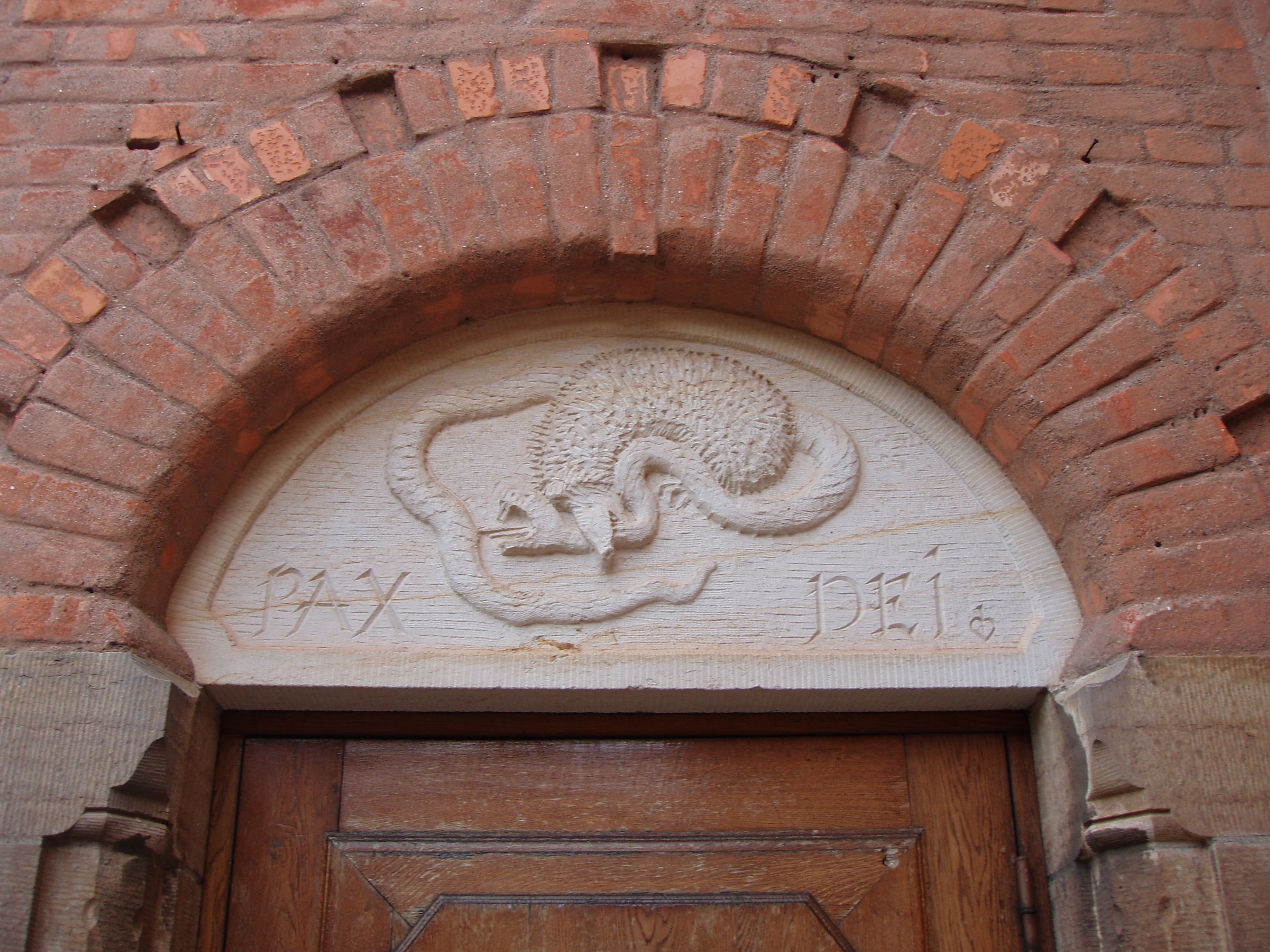
Fronton de la Villa Högberga, à Lidingö en Suède.

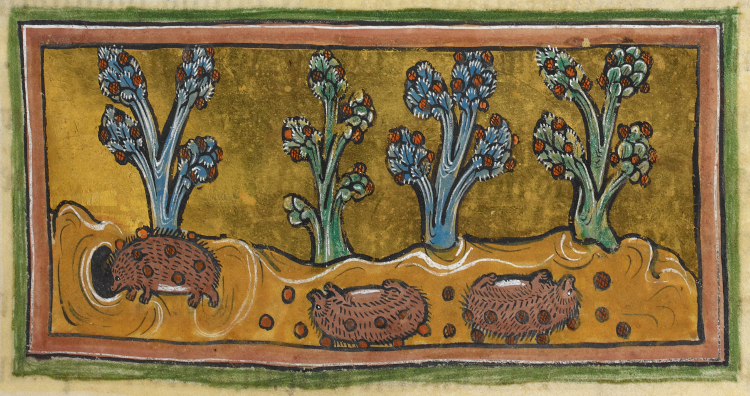
Hérissons se roulant pour embrocher des fruits, miniature du bestiaire de Rochester.

Dans l'Égypte antique, on croyait probablement que le hérisson protégeait les morts. De nombreuses représentations de cet animal ont en effet été trouvées dans plusieurs tombes.
 
Deux de leurs dieux, Âbâset et Temet sont associés au hérisson
Pour les Romains de l'Antiquité, le hérisson était un animal d’une grande importance lors d’une coutume qui est encore familière aujourd’hui. En effet, le 2 février de chaque année, les anciens Romains tentaient de prévoir l’arrivée du printemps en observant le hérisson sortir de son terrier. Si le hérisson voyait son ombre (et avait peur), cela signifiait que l’hiver allait durer encore six semaines. Dans le cas contraire, cela signalait l’arrivée du printemps. Aujourd’hui, cette coutume est célébrée avec le jour de la marmotte, mais c’est le hérisson qui en était à l’origine.
Au Moyen Âge le hérisson apparaît dans de nombreux Bestiaires : vers 1210 le chapitre 13 du Bestiaire divin composé en vers par Guillaume le Clerc de Normandie est consacré au « Heriçon », ainsi que le chapitre 19 intitulé « Heriçun » du Bestiaire de Philippe de Thaon, un moine et poète anglo-normand du début du XIIe siècle. Vers la même époque, le chapitre 15 du Bestiaire de Gervaise traite du « Eriçon ». Au cours du second quart du XIIIe siècle, Le Bestiaire d'Amour par Richard de Fournival comprend « Li hyreçons ». Le Bestiaire de Pierre de Beauvais parle du hérisson au chapitre 13, etc. Les auteurs médiévaux, s'appuyant sur des naturalistes grecs et romains qui dépeignent le hérisson comme détestable, font de l'animal la figure allégorique de Satan. Dans la même optique, la tradition paysanne l'accuse de voler le lait, de téter les vaches la nuit, sa présence dans les potagers est censée porter malheur.
Dans la mythologie kabyle, la grande Settut, « Première Mère du Monde » (Yemma-t n dunnit) laisse la marque de sa méchanceté sur le hérisson qui n'a pu se débarrasser des épines d'une carde avec laquelle elle l'a battu.

## Les hérissons dans le folklore

### Créatures fantastiques, contes et légendes
Dans le folklore de l'île de Man un Arkan Sonney, mot mannois signifiant hérisson (littéralement oursin chanceux), est une créature féerique ressemblant à un cochon doté de longs poils. Ils sont censés porter chance à celui qui les capture. La légende veut qu'ils fuient les hommes et que, celui qui en attrape un, trouve un morceau d'argent dans sa poche.
Un hérisson intervient en tant qu'auxiliaire dans le conte russe intitulé Les Oies sauvages.
Le hérisson de Roujan est l'un des animaux totémiques de l'Hérault, un département français.
En Serbie, on considère que seul un hérisson sait reconnaître la raskovnik, une herbe magique.

### Médecine traditionnelle
Au Moyen Âge, les hérissons n'ont pas connu un sort toujours heureux. Cet animal faisait parfois partie de la liste d’ingrédients pour la fabrication de concoctions médicinales empiriques. Par exemple, on croyait que les cendres de la peau des hérissons avaient la caractéristique d’enrayer les problèmes de calvitie. On pensait aussi que la vision de nuit pouvait être améliorée simplement en mangeant l’œil droit d’un hérisson préalablement frit dans l’huile de lin.
Au Pays basque, à Laudio et à Larrabezua, on met aux enfants des dents de hérisson en amulette (Kutun), pour provoquer la première dentition.

### Le «niglo» des Roms
Pendant la Seconde Guerre mondiale et la grande persécution, le hérisson était un plat quasi-quotidien des Roms (dits aussi bohémiens, gitans, romanichels, tziganes…) de France et d'Europe, qui l'appellent « niglo » (terme romani dérivé de l'allemand Igel ). D'où l'expression qui désigne la seule manière connue en France de manger du hérisson : « à la gitane » (ou selon les variantes, « à la tsigane », « à la bohémienne », etc.). Ce plat, assez connu jusqu'au début du XXe siècle, est très peu consommé actuellement, notamment en raison de l'habitude des hérissons de se rouler dans des excréments pour étouffer les puces et les tiques, qui nécessite un nettoyage fastidieux avant cuisson. Par ailleurs le hérisson est une espèce protégée dans toute la Communauté européenne, « il est interdit de le détruire, de le transporter, de le naturaliser, de le mettre en vente ».
Nigloland est aussi un parc d'attractions situé à Dolancourt dans l'Aube, fondé par deux frères et anciens forains, nommé ainsi en hommage à leur mascotte, le « niglo » (hérisson).

### Expressions
- « Bougre de crème d'emplâtre à la graisse de hérisson » ou « coloquinte à la graisse de hérisson » sont des expressions issues du vocabulaire du capitaine Haddock dans la bande dessinée Les Aventures de Tintin.

### Surnoms
- el erizo (« le hérisson ») était le surnom donné, par ses soldats, à Juan Santamaría, le héros national de la République du Costa Rica, en raison de ses cheveux en pics.
- « Hérisson », surnom de Marie-Madeleine Fourcade née Méric (1909-1989) responsable de l'un des plus importants réseaux de résistance Alliance, pendant la Seconde Guerre mondiale en France
- « Ericius », signifie la peur[11].
- En italien : « il Riccio » (le hérisson) est le surnom du sculpteur Andrea Briosco connu pour ses petits objets en bronze de style Renaissance et Bartolomeo di Sebastiano Neroni dit aussi « Le Riccio » peintre, sculpteur et architecte de l'école siennoise.

### Divers
- Dans la série des blagues faites avec Paf le chien : « Paf le hérisson : C'est l'histoire d'un hérisson qui traverse la route. Une voiture surgit et Paf le pneu »
- « tête de hérisson » coiffure à crête iroquoise du mouvement punk réalisée dès 1977 dans les salons de coiffure, dont celui de Ray Bird.
- Il y a une Allée du Hérisson dans le quartier de Scherdemael, à Anderlecht (Région de Bruxelles-Capitale)
- Le prix du «Hérisson de cristal» est décerné par France Nature Environnement et destiné à mettre en lumière des personnalités et leurs initiatives favorables à l’environnement

## Les hérissons dans la fiction
L'analogie entre le hérisson et le comportement humain consistant à préférer garder une certaine distance avec ses proches, par peur de trop souffrir de ces relations, dit aussi complexe du hérisson, est souvent évoquée dans les ouvrages faisant référence à cet animal.

### Littérature et essais
Quelques œuvres littéraires et essais faisant allusion au hérisson :
- Des blasons pour le hérisson, livre du journaliste et écrivain français Jean-Luc Angélis (avec Laure Angélis, illustration de couverture de Pierre Joubert), P. Téqui, 2000.
- Le Complexe du Hérisson, roman de l'écrivain et professeur universitaire marocain Habib Mazini, Éditions Tarik, 2002.
- Le Hérisson et le Renard (repris dans Les Penseurs russes, trad. fr. 1984), de l'anthropologue américain Clifford Geertz.
- Un hérisson dans la tempête (An Urchin in the Storm: Essays about Books and Ideas), 1987. Ouvrage du paléontologue et biologiste américain Stephen Jay Gould.
- Le Renard et le Hérisson : comment combler le fossé entre la science et les humanités ? (The Hedgehog, the Fox, and the Magister's Pox), de Stephen Jay Gould, trad. fr., éditions du Seuil, 2003.
- Du hérisson, roman paru aux Éditions de Minuit, 2002, où l'écrivain Éric Chevillard a rendu un hommage surréaliste au « hérisson naïf et globuleux ». L'auteur s'y voit empêché d'écrire son autobiographie en raison de l'intrusion d'un hérisson sur sa table de travail.
- L'enfant hérisson, ouvrage sur l'autisme de Katia Rodhe, ed. Imago, 2006.
- L'Élégance du hérisson, roman de Muriel Barbery qui a remporté le prix des libraires en 2007. Il s'agit ici d'une métaphore sur la condition du personnage central de l'histoire, une concierge d'immeuble raffinée et cultivée qui se camoufle derrière une apparence repoussante et un caractère acariâtre.
- Le Renard, les Mouches, et le Hérisson est la treizième fable du livre XII de Jean de La Fontaine.
- Le Hérisson et le renard : une piquante alliance de la linguiste Irène Tamba, Klincksieck, 2012.
- etc.

Michel Onfray, dans la Théorie du corps amoureux (Grasset, 2000), propose une longue Célébration du hérisson célibataire, présenté comme animal hédoniste et prétexte à une généalogie de la pensée judéo-chrétienne concernant les relations homme-femme à travers les sociétés (et l'hostilité dont l'animal a pu faire les frais au cours des siècles en Europe chrétienne).
Opposant les multiples ruses du renard à l'unique mais imparable stratégie du hérisson, qui se roule en boule, « le renard sait beaucoup de choses, mais le hérisson une seule grande » est un aphorisme du poète grec Archiloque. Même si l'usage proverbial de cette association antinomique disparut dans l'histoire et la littérature, le bestiaire symbolique des fables n'en donnant aucun exemple, ce vers est cité par Plutarque et l'on doit sa transmission latine à l'exégèse érudite d'Érasme. L'image a ensuite été reprise, surtout dans les cercles du monde académique anglo-saxon, notamment par les philosophes britanniques Martin Hollis, Isaiah Berlin, qui a écrit en 1953 un essai titré Le Hérisson et le Renard (repris dans Les Penseurs russes, trad. fr. 1984), l'anthropologue américain Clifford Geertz et le paléontologue américain Stephen Jay Gould, auteur d'un essai paru en français en 2003 sous le titre : Le Renard et le Hérisson : comment combler le fossé entre la science et les humanités ? (The Hedgehog, the Fox, and the Magister's Pox). Berlin l'utilise pour distinguer deux catégories antithétiques de penseurs et écrivains : les hérissons monistes, face aux renards, pluralistes. Dans sa lignée, Geertz y lit l'opposition des « théoriciens du rituel », les philosophes, adeptes d'un principe unificateur et d'un « savoir global », et des « théoriciens de l'action symbolique », les anthropologues, adeptes de « savoirs locaux ». Gould a repris cette image, mais voulant dépasser la dichotomie, considère les deux animaux comme emblématiques de la divergence et de la complémentarité des sciences et des lettres. La linguiste Irène Tamba a consacré un essai très érudit au parcours sinueux de cette union symbolique, à travers toutes ses citations et références, intitulé Le Hérisson et le renard : une piquante alliance (Klincksieck, 2012).

#### Littérature et albums pour la jeunesse

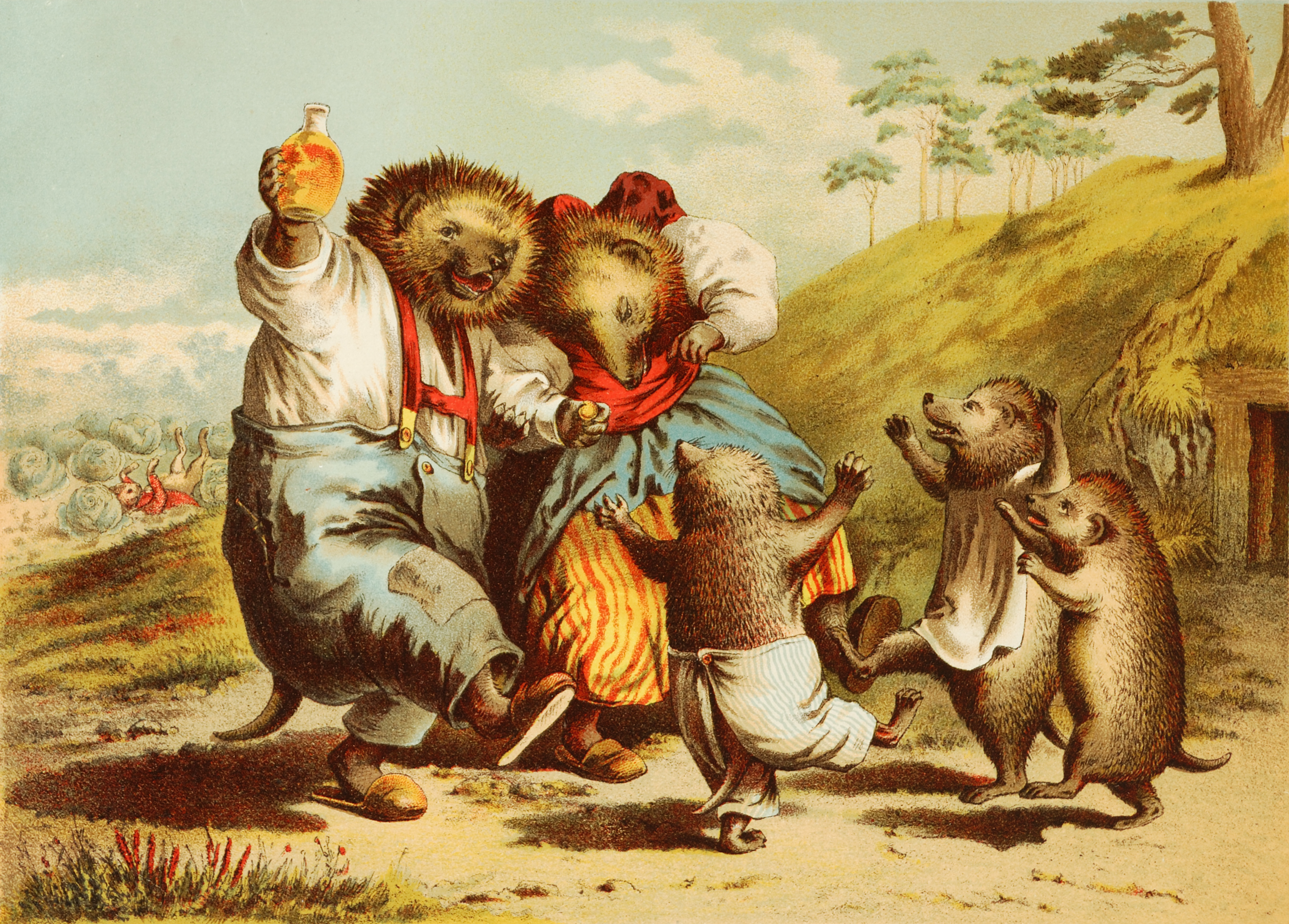
Illustration populaire du XIXe siècle de Heinrich Leutemann ou Carl Offterdinger, d'après le conte allemand Der Hase und der Igel (le lièvre et le hérisson) de Wilhelm Schröder

- Madame Piquedru la blanchisseuse, de Beatrix Potter, 1905
- L'Amour hérisson, une histoire de divorce par l'auteur français Thierry Lenain
- Arthur, le hérisson d'Émilie, par Domitille de Pressensé, auteur et illustrateur français d'albums pour la jeunesse. Édition G.P, Paris- Collection rouge et or, 1982.
- Contes du Hérisson, par Jeanne Roche-Mazon, illustré par O'Klein
- L'Envol du Hérisson, textes d'Agnès de Lestrade, illustrations de Charlotte des Ligneris, Éditions du Rouergue, 2009
- Hans-mon-Hérisson, des frères Grimm dans la traduction d'Armel Guerne, illustrations de Bruno Guittard aux Éditions Le Capucin
- Hans-mon-Hérisson et treize autres contes, de Jacob Grimm et Wilhelm Grimm, auteur Lore Segal, illustrations de Maurice Sendak. Ed. Gallimard Folio-junior, octobre 1979
- Le hérisson et la taupe, série de livres pour enfants par l'auteur de bande dessinée suédois Gunnar Lundkvist et sa femme Anna Höglund
- Le hérisson qui voulait voler, histoire du livret 24 du magazine Raconte-moi des histoires
- L'Intrépide Hérisson, no 71 de la revue Lancelot
- Nez-Pointu hérisson, ouvrage pour enfants de l'écrivain français Paule Lavergne. Ed. Magnard, 1977
- La petite Taupe et le Hérisson, album écrit par Isabelle Lecomte et illustré par Valérie Dion. Édition La Renaissance du Livre.
- Quipic le Hérisson est un album de 1937 par écrivain tchèque pour la jeunesse Lida Durdikova, dans la collection du Père Castor
- Quisifrott le hérisson voyageur, livre par Yvon Mauffret. Éditions G.P., 1974
- Le Roi, l'Ours et le petit Hérisson, une histoire écrite par Marcelle Vérité dans la collection « Plaisir des Contes » chez Casterman
- Samson le hérisson, no 34 des albums de jeunesse d'Antoon Krings dans la série Drôles de petites bêtes
- etc.

#### Journaux
- Le Hérisson est un hebdomadaire français d'humour fondé le 11 décembre 1936, et édité par les Publications Georges Ventillard.

#### Bandes dessinées
- Bigoudi, Le petit hérisson frisé, par Charles Degotte, dessinateur et un scénariste belge de bandes dessinées. Collection du Carrousel no 8, éd. Dupuis, 1966
- Jour papillon ou jours hérisson ?, auteur Agnès de Lestrade, illustrations Vincent Mathy. Éditions Albin Michel/Zephir, 2008
- Sonic the Hedgehog
- Le syndrome du hérisson, par Didier Martiny, dessins de Philippe Petit-Roulet. éd. Les humanoïdes associés, 1988
- etc.

### Films, séries et animations
- Les Aventures de Sonic (Adventures of Sonic the Hedgehog) est une série télévisée d'animation franco-américaine créée d'après les jeux vidéo Sonic
- Didou, dessine-moi un hérisson, no 28 de la seconde saison de la série télévisée d'animation française créée par Isabeau Merle d'après le personnage d'Yves Got et diffusée depuis 2006 : Didou
- Hérisson et taupe, 31e épisode de la deuxième saison de la série télévisée française créée par Raymond Maric : Les Enquêtes de Geleuil et Lebon
- Le Hérisson, film réalisé par Mona Achache en 2008, adaptation au cinéma du roman L'Élégance du hérisson.
- Le Hérisson dans le brouillard, un film d'animation soviétique réalisé en 1975 par Youri Norstein
- Le Hérisson qui voyait tout en vert, un film d'animation iranien réalisé par Behzad Farahat
- Un hérisson dans la tête, épisode 4, première saison, de la série Marie Pervenche
- Un hérisson hyperactif, épisode 33 de Hôpital Hilltop, une série télévisée d'animation franco-germano-britannique créée en 1999 d'après les livres de Nicholas Allan
- Maman, tu piques ! (Saving Private DeeDee), no 18 de la seconde saison de la série télévisée d'animation française Oggy et les Cafards
- Les nouvelles aventures de la petite taupe, série de films d'animation du réalisateur tchèque Zdeněk Miler.
- Sonic le rebelle : une série franco-américaine
- Sonic the Hedgehog est une série animée américaine créée par DiC, basée sur la série de jeux vidéo du même nom
- Sonic X

### Jeux vidéo
- Sonic le hérisson (Sonic the Hedgehog) est un hérisson bleu, héros d'une série de jeux vidéo développée par Sega depuis 1991. Il s'agit d'un personnage de jeu vidéo récurrent, un hérisson bleu capable d'atteindre une vitesse de Mach 1, qui obtint immédiatement un très fort succès et devient rapidement la mascotte officielle de Sega, qui recherchait une mascotte capable de rivaliser avec Mario, celle de leur concurrent Nintendo. Avec plus de 45 millions de jeux vendus, Sonic est devenu l'une des icônes les plus populaires du jeu vidéo.

- Hedgewars (Hedgewars) est un jeu vidéo libre et open source de combat par équipe avec des armes très variées, un peu à l'image de Worms. Chaque équipe est ainsi composée d'un certain nombre de hérissons personnalisables. Le jeu propose différents modes.

### Musique
- Chanson du hérisson, chanson interprétée par Georges Brassens, puis Cheb Khaled dans Émilie Jolie, un conte musical de Philippe Chatel
- La Chanson du hérisson, chanson chantée par la sorcière Nounou Ogg dans les romans du Disque-monde de Terry Pratchett
- « Hedgehog » (hérisson, en anglais) toutes les publications mineures du groupe japonais Melt-Banana, 23 en tout.
- Mécky le hérisson, chanson de l'acte I dans la version 1984 de la comédie musicale de Jean-Jacques Debout : Le Mystérieux Voyage de Marie-Rose
- Monsieur Hérisson a disparu (2007), morceau pour deux violons débutants du compositeur de musique français Régis Campo
- Le pneu et le hérisson, chanson interprétée par Toufo sur l'album Danse avec les pingouins

Le premier mouvement du Concertino de Janáček représente un hérisson tentant de rejoindre son terrier.

### Liste des hérissons de fiction
- Amy Rose, une hérissonne rose, personnage de jeu vidéo dans Sonic the Hedgehog
- Arsinoé, marionnette dans la séquence « Crak Vacances » de l'émission pour la jeunesse Croque-Vacances
- Arthur, le hérisson d'Émilie l'héroïne d'une série d'albums pour la jeunesse de Domitille de Pressensé
- Bigoudi, le petit hérisson frisé, héros de la bande dessinée du même nom de Charles Degotte
- Espineux, le hérisson du Roman de Renart, un recueil de récits médiévaux français des XIIe et XIIIe siècles
- Ernie, le hérisson « héros » de la publicité Spontex, à partir de 1999
- Jezek, un hérisson, compagnon de Taupek, la petite taupe d'une série télévisée d'animation tchèque
- le hérisson, personnage dans Émilie Jolie interprété à l'origine par Georges Brassens dans un conte musical de Philippe Chatel
- Kissifrott, le hérisson  de Gaston Lagaffe, personnage de bande dessinée créé par André Franquin
- Mécky, le hérisson de la comédie musicale de Jean-Jacques Debout : Le Mystérieux Voyage de Marie-Rose
- Mephiles, une entité prenant la forme de Shadow le hérisson, personnage de jeu vidéo ennemi de Sonic le hérisson, dans le jeu Sonic 2006
- M. et Mme Hérisson, personnages d'une série télévisée d'animation en coproduction : Les Animaux du Bois de Quat'sous
- Mrs. Tiggy-Winkle, personnage-hérisson d'une histoire pour enfants de Beatrix Potter : Madame Piquedru la blanchisseuse (The Tale of Mrs. Tiggy-Winkle) (1905)
- Robert, un petit hérisson timide en marionnette, dans le film d'animation néo-zélandais Meet the Feebles, réalisé par Peter Jackson et sorti en 1989
- Samson, le hérisson du no 34 des albums de jeunesse d'Antoon Krings dans la série Drôles de petites bêtes
- Shadow, un hérisson noir à rayures rouges, personnage de jeu vidéo, rival de Sonic
- Plusieurs espèces de Pokémon sont inspirées du hérisson, notamment Héricendre et ses évolutions ainsi que le Pokémon légendaire Shaymin
- Silver, un hérisson blanc, personnage de jeu vidéo, rival de Sonic
- Sonic, le hérisson bleu « le plus rapide du monde », personnage principal du jeu vidéo créé par Sega
- Tapioca et Aloès, deux hérissons amis de la princesse Laoula dans l'opéra bouffe d'Emmanuel Chabrier créé en 1877 : L'Étoile
- etc.

## Les hérissons dans les arts plastiques
Dans les tombeaux égyptiens, plusieurs peintures murales représentent des scènes de genre ou scènes de la vie quotidienne. Certaines d’entre elles illustrent des personnages jouant à des jeux de société et des enfants jouant avec divers jouets. L’un d’eux est un petit hérisson de bois monté sur roues. Un de ces jouets fut découvert dans la ville persane de Susa, en excellent état de conservation du fait du climat sec.
- Le Fragment et le Hérisson, est une œuvre de 1986 de l'artiste français, photographe et plasticien Patrick Tosani, conservée au Musée de l'Abbaye Sainte-Croix, Les Sables-d'Olonne

### Philatélie
- Un timbre français de 2001 (3 FRF - 0,46 €) est sorti le 19 juin, représentant un hérisson tapi derrière une pierre, dans la série Nature de France.
- Un timbre français de 2007 est émis le 26 novembre au sein d'un carnet de dix timbres autocollants au tarif « Lettre prioritaire 20 g » et représente un hérisson portant un bonnet d'hiver qui souhaite « meilleurs vœux » dans un décor enneigé.
- Un timbre d'Allemagne fédérale de 2007 (0,55 €) est sorti le 20 septembre dans la série Pour nous, les enfants (Für uns Kinder) représentant un hérisson sur un sol couvert de feuilles mortes en forme de cœur, comme dessiné par un enfant.

### Les hérissons en héraldique

Blason de Baudonvilliers, ville de la Meuse, montrant dans la moitié haute un hérisson jaune affrontant une vipère blanche sur fond vert.

Blason de la Vysotchine, une région tchèque, montrant un hérisson rouge stylisé sur fond blanc.

Blason de Viļaka, une ville de Lettonie

En héraldique, le hérisson est souvent présent comme emblème sur des blasons.
Par exemple les blasons de certaines villes comme :
- Coudekerque-Branche : « De sable à un hérisson d'argent couronné d'or »
- Hérisson : « D'azur à un hérisson d'or »
- La Petite-Raon : « De sinople, au hérisson contourné d'argent, mantelé d'or, à deux saumons aussi d'argent, adossés et mis en pal, cantonnés de trois croisettes du champ disposées 1 - 2 »
- Sainte-Marie-sur-Mer : le hérisson (ou porc-épic selon d'autres sources) rappelle les moines de Saint Philibert arrivés au VIIIe siècle et sachant défendre leur territoire (prieuré de Sainte-Marie – Brevet d'Hozier, 1704). Il pourrait aussi évoquer l'animal emblème de Louis XII, époux de la reine et duchesse Anne de Bretagne.
- etc.

ou les armoiries des familles nobles, comme celles de la famille nobles française Miorcec de Kerdanet : « d'azur un hérisson d'or, au chef d'argent chargé de trois mouchetures de sable. » 
Istrice (le Hérisson) est le nom de l'une des dix-sept contrades de Sienne en Italie. Des regroupements culturels de quartiers médiévaux de la ville.
Forme moderne du blason, le logo de la fédération France nature environnement représente un hérisson.  

### Vidéos
- Hérisson : une vie qui ne manque pas de piquant 2009, l'une des émissions télévisuelles du magazine de vulgarisation scientifique français C'est pas sorcier